# EMI Music Poland
EMI Music Poland Sp. z o.o. – polska wytwórnia muzyczna, pododdział EMI Group Limited, powstała w 1995 roku pod nazwą Kompania Muzyczna Pomaton EMI Sp. z o.o. na bazie niezależnej oficyny Pomaton.
W 2012 roku koncern EMI Group Limited został przejęty przez Universal Music Group. W efekcie polski oddział EMI został przekształcony w 2013 roku w Parlophone Music Poland. Na mocy polityki antymonopolowej Unia Europejska zobowiązała koncern UMG do sprzedaży części przejętych wytwórni wchodzących w skład EMI. Także w 2013 roku wytwórnię Parlophone Records, Ltd w tym jej polski oddział nabył koncern Warner Music Group. W 2014 roku polski oddział Parlophone został wchłonięty przez Warner Music Poland.
EMI Music Poland prowadziła w Polsce dystrybucję albumów wydanych przez podmioty należące do EMI Group Limited, a także innych niezależnych firm m.in. takich jak: My Music, Lemon Records oraz Kayax.
Według danych z 2008 roku EMI Music Poland wraz z Universal Music Polska, Sony BMG Music Entertainment Poland i Warner Music Poland posiadała 75% udział w polskim rynku fonograficznym.
W katalogu EMI Music Poland znajdowali się tacy wykonawcy jak: Agressiva 69, Anita Lipnicka, Anna Mamczur, Antonina Krzysztoń, Armia, Bajm, Barbara Melzer, Beata Kozidrak, Beata Wyrąbkiewicz, Big Cyc, Blue Café, Budka Suflera, Chylińska, Czesław Niemen, Edyta Geppert, Edyta Górniak, Eleni, Ewa Bem, Formacja Nieżywych Schabuff, Freedom Nation, Goya, Grzegorz Ciechowski, Henryk Miśkiewicz, Houk, Jak Wolność To Wolność, John Porter, Krzesimir Dębski, Krzysztof Cugowski, Leszcze, Maanam, Maciej Molęda, Magda Femme, Marek Grechuta, Marek Raduli, Mariusz Lubomski, Martyna Jakubowicz, Michał Lorenc, Michał Milowicz, Mieczysław Szcześniak, Mirosław Czyżykiewicz, Monika Kuszyńska, Norbi, Przemysław Gintrowski, Reni Jusis, Republika, Robert Kasprzycki, Shazza, Sylwia Wiśniewska, Szwagierkolaska, T.Love, Varius Manx, Waldemar Goszcz, Wojciech Gąssowski, Wojciech Młynarski oraz Yaro. Firma wydawała ponadto popularną serię składanek Złota kolekcja. Serię wydawniczą kontynuuje od 2014 roku Warner Music Poland. Przez krótki okres firma prowadziła hip-hopowy pododdział Baza Lebel, m.in. z takimi wykonawcami w katalogu jak: Molesta Ewenement, Zipera oraz Electric Rudeboyz.

## Katalog (niekompletny)
Przez cały okres swojego funkcjonowania, EMI Music Poland wydawała muzykę na płytach kompaktowych, a do ok. 2003–2005 firma wydawała też na kasetach magnetofonowych. Single ukazały się tylko na CD, a od ok. 2008 także poprzez digital download. Prezentowana dyskografia przedstawia nagrania na płytach kompaktowych. Aby uzyskać kod katalogowy kasety, należy ostatnią cyfrę 2 zamienić na cyfrę 4.
- 1001012 - Edyta Geppert Śpiewajmy 1995 (album)
- 1001112 - Krzysztof Dauszkiewicz Stare and nowe 1995 (album)
- 1001912 - Martyna Jakubowicz Kołysz mnie 1995 (pierwsza reedycja)
- 1004212 - Antonina Krzysztoń Takie moje wędrowanie 1995 (reedycja)
- 1004612 - Maanam O! 1995 (reedycja)
- 1005112 - Maanam Maanamaania 1995 (album koncertowy)
- 1008612 - T.Love Prymityw 1995 (album)
- 1011712 - Edyta Górniak Dotyk 1995 (album)
- 1011812 - Republika Republika marzeń 1995 (album)
- 1012212 - Wojciech Młynarski Róbmy swoje '95 1995 (album)
- 1013512 - Szwagierkolaska Luksus 1995 (album)
- 1014012 - Justyna Steczkowska Dziewczyna Szamana 1996 (album)
- 1091612 - Krystyna Janda Guma do żucia 1996 (album)
- 8521032 - Antonina Krzysztoń Kiedy przyjdzie dzień 1996 (album)
- 8521052 - T.Love Al Capone 1996 (album)
- 8527182 - Maanam Łóżko 1996 (album)
- 8533112 - Grzegorz z Ciechowa ojDADAna 1996 (album)
- 8544112 - Anita Lipnicka Wszystko się może zdarzyć 1996 (album)
- 8556302 - Robert Kasprzycki Niebo do wynajęcia 1997 (album)
- 8559882 - Bajm Ballady 1997 (album)
- 8562242 - Smerfne Hity 1997 (album)
- 8570782 - Yaro Jazzda 1997 (album)
- 8576562 - Smerfne Hity 2 1997 (album)
- 8213352 - Justyna Steczkowska Naga 1997 (album)
- 8216932 - T.Love Chłopaki nie płaczą 1997 (album)
- 8237552 - Piersi Raj na ziemi 1997 (album)
- 8238852 - Smerfna Zima 1997 (album)
- 4934002 - Edyta Górniak Edyta Górniak 1997 (album)
- 4937232 - Smerfne Hity 3 1998 (album)
- 4942022 - Bajm Biała armia 1998 (reedycja)
- 4942032 - Bajm Płomień z nieba 1998 (reedycja)
- 4942742 - Ryszard Rynkowski Jawa (wersja bonusowa) 1998 (album)
- 4944522 - Formacja Nieżywych Schabuff Foto 1998 (album)
- 4948232 - Marek Raduli Meksykański symbol szczęścia 1998 (reedycja)
- 4951082 - Reni Jusis Zakręcona 1998 (album)
- 4951902 - Anita Lipnicka To co naprawdę 1998 (album)
- 4959352 - Beata Kozidrak Beata 1998 (album)
- 4963562 - Maanam Klucz 1998 (album)
- 4969132 - Smerfne Hity 4 1998 (album)
- 4974642 - Irena Jarocka Złota kolekcja: Odpływają kawiarenki 1998 (kompilacja)
- 4974652 - Hanna Banaszak Złota kolekcja: W moim magicznym domu 1998 (kompilacja)
- 4974662 - Ewa Bem Złota kolekcja: Gram o wszystko 1998 (kompilacja)
- 4980842 - Republika Masakra 1998 (album)
- 4983032 - Michał Lorenc Złoto dezerterów 1999 (ścieżka dźwiękowa)
- 4983042 - Krzesimir Dębski Ogniem i mieczem 1999 (ścieżka dźwiękowa)
- 4983052 - Andrzej Markowski Pan Wołodyjowski 1999 (ścieżka dźwiękowa)
- 4983062 - Kazimierz Serocki Potop 1999 (ścieżka dźwiękowa)
- 4984992 - Trylogia - Pan Wołodyjowski, Potop, Ogniem i mieczem 1999 (ścieżka dźwiękowa - 3 płyty)
- 4991142 - Maciej Molęda Ciebie dla siebie 1999 (album)
- 4997372 - Henryk Miśkiewicz Ja nie chcę spać 1999 (album)
- 4997722 - Wojciech Gąssowski Złota kolekcja: Zielone wzgórza nad Soliną 1999 (kompilacja)
- 4997742 - Republika Złota kolekcja: Biała flaga 1999 (kompilacja)
- 5200642 - Mariusz Lubomski Lubomski w Trójce 1999 (album koncertowy)
- 5201002 - Dziani Czarny koń 1999 (album)
- 5207742 - Smerfne Hity 5 1999 (album)
- 5208322 - Mirosław Czyżykiewicz Ave 1999 (album)
- 5210172 - Szwagierkolaska Kicha 1999 (album)
- 5212442 - Mieczysław Szcześniak Czarno na białym 1999 (wersja z bonusem)
- 5217162 - Formacja Nieżywych Schabuff Z archiwum X-lecia 1999 (album)
- 5221102 - Krzysztof Krawczyk Złota kolekcja: Pamiętam Ciebie z tamtych lat 1999 (kompilacja)
- 5225362 - Bemibek i Bemibem Złota kolekcja: Podaruj mi trochę słońca 1999 (kompilacja)
- 5225982 - Energy Energy 1999 (album)
- 5225992 - Robert Gawliński Gra 1999 (album)
- 5229852 - Reni Jusis Era Renifera 1999 (album)
- 5231982 - Edyta Górniak Live ’99 1999 (album koncertowy)
- 5233392 - Smerfne Hity 6 1999 (album)
- 5233542 - T.Love Antyidol 1999 (album)
- 5237082 - Marek Grechuta Złota kolekcja: Dni, których nie znamy 1999 (kompilacja)
- 5237092 - Alicja Majewska Złota kolekcja: Być kobietą 1999 (kompilacja)
- 5237102 - Anna German Złota kolekcja: Bal u Posejdona 1999 (kompilacja)
- 5237112 - Eleni Złota kolekcja: Za wszystkie noce 1999 (kompilacja)
- 5248652 - Majka Jeżowska Złota kolekcja: Najpiękniejsza w klasie 2000 (kompilacja)
- 5249252 - Justyna Steczkowska Dzień i Noc 2000 (album)
- 5250522 - Freedom Nation Free At Last 2000 (album)
- 5255602 - Halina Frąckowiak Złota kolekcja: Mały elf 2000 (kompilacja)
- 5256552 - Anna Jantar Złota kolekcja: Radość najpiękniejszych lat 2000 (kompilacja)
- 5256562 - Wojciech Młynarski Złota kolekcja: Absolutnie 2000 (kompilacja)
- 5257422 - Marek Grechuta Magia obłoków 2000 (reedycja)
- 5257742 - Yaro Olewka 2000 (album)
- 5258032 - Maanam Złota kolekcja: Kocham Cię kochanie moje 2000 (kompilacja)
- 5263120 - Piersi Pieśni ojczyźniane 2000 (album)
- 5268632 - Smerfne Hity 7 2000 (album)
- 5268682 - Grażyna Łobaszewska Złota kolekcja: Czas nas uczy pogody 2000 (kompilacja)
- 5270072 - T.Love 2 za 1 - Al Capone / Chłopaki nie płaczą 2000 (2 płyty)
- 5270092 - Anita Lipnicka 2 za 1 - Wszystko się może zdarzyć / To co naprawdę 2000 (2 płyty)
- 5270102 - Justyna Steczkowska 2 za 1 - Dziewczyna Szamana / Naga 2000 (2 płyty)
- 5273382 - Sylwia Wiśniewska Cała Ty 2000 (album)
- 5275352 - Zdzisława Sośnicka Złota kolekcja: Kochać znaczy żyć 2000 (kompilacja)
- 5275372 - Czesław Niemen Złota kolekcja: Czas jak rzeka 2000 (kompilacja)
- 5275422 - Jacek Cygan Złota kolekcja: Laleczka z saskiej porcelany 2000 (kompilacja)
- 5276552 - To ja, złodziej 2000 (ścieżka dźwiękowa)
- 5277402 - Marek Grechuta Marek Grechuta & Anawa 2000 (reedycja)
- 5277432 - Marek Grechuta Szalona lokomotywa 2000 (reedycja)
- 5282052 - Bajm Etna 2000 (album)
- 5282772 - Bajm 2 za 1 - Biała armia / Etna 2000 (2 płyty)
- 5282802 - Houk Extra Pan 2000 (album)
- 5284012 - Mirosław Czyżykiewicz Superata 2000 (album)
- 5284052 - De Mono Złota kolekcja: Znów jesteś ze mną 2000 (kompilacja)
- 5284062 - Michał Bajor Złota kolekcja: Błędny rycerz 2000 (kompilacja)
- 5291712 - Maanam Hotel Nirwana 2000 (album)
- 5292282 - Bajm Szklanka wody 2000 (album)
- 5296762 - Mieczysław Szcześniak Spoza nas 2000 (album)
- 5296772 - Wojciech Gąssowski Co przed nami 2000 (album)
- 5296852 - Michał Bajor Kocham jutro 2000 (album)
- 5299842 - Anita Lipnicka Moje oczy są zielone 2000 (album)
- 5300062 - Anita Lipnicka Moje oczy są zielone 2000 (edycja specjalna)
- 5301602 - Ryszard Rynkowski Dary losu 2000 (album)
- 5301652 - Antonina Krzysztoń Złota kolekcja: Perłowa łódź 2000 (kompilacja)
- 5302712 - Exodus Złota kolekcja: Najpiękniejszy dzień 2000 (kompilacja)
- 5304932 - Smerfne Hity 8 2000 (album)
- 5317822 - Fu N.O.C.C. 2001 (album)
- 5318882 - Shazza Jestem sobą 2001 (album)
- 5320352 - Kora Złota kolekcja: Magiczne słowo - sukces 2001 (kompilacja)
- 5320362 - Mieczysław Fogg Złota kolekcja: Jesienne róże 2001 (kompilacja)
- 5320372 - Anna Jurksztowicz Złota kolekcja: Diamentowy kolczyk 2001 (kompilacja)
- 5320472 - T.Love 2 za 1 - Dzieci rewolucji 1982–92 / Antyidol 2001 (2 płyty)
- 5322292 - Breakout Złota kolekcja: Oni zaraz przyjdą tu 2001 (kompilacja)
- 5324892 - Marek Grechuta Piosenki dla dzieci i rodziców 2001 (reedycja)
- 5324902 - Marek Grechuta Śpiewające obrazy 2001 (reedycja)
- 5324912 - Marek Grechuta Pieśni Marka Grechuty do słów Tadeusza Nowaka 2001 (reedycja)
- 5326500 - Jagoda Pewność mam 2001 (album)
- 5329772 - Electric Rudeboyz Kolejny krok 2001 (album)
- 5329782 - Łzy Słońce 2001 (reedycja)
- 5329792 - Łzy W związku z samotnością 2001 (reedycja)
- 5330762 - Krzysztof Cugowski Integralnie 2001 (album)
- 5332532 - Smerfne Hity 9 2001 (album)
- 5336622 - Leszek Długosz Złota kolekcja: Także i Ty 2001 (album)
- 5337172 - Bajm 2 za 1 - Płomień z nieba / Ballady 2001 (2 płyty)
- 5337192 - Mieczysław Szcześniak 2 za 1 - Czarno na białym / Spoza nas 2001 (2 płyty)
- 5337222 - Piersi 2 za 1 - Raj na ziemi / Pieśni ojczyźniane 2001 (2 płyty)
- 5337552 - Republika Nowe sytuacje 2001 (reedycja)
- 5338852 - Jerzy Filar Cienie 2001 (album)
- 5339482 - Reni Jusis Elektrenika 2001 (album)
- 5342372 - Eleni Coś z Odysa 2001 (album)
- 5345022 - Jak Wolność To Wolność Honorowi dawcy krwi 2001 (album)
- 5347652 - Varius Manx Eta 2001 (album)
- 5347662 - Arek King Arek King 2001 (album)
- 5353232 - Agressiva 69 Agressiva 69 2001 (album)
- 5353542 - Kalina Jędrusik Portret muzyczny: Ja nie chcę spać 2001 (kompilacja)
- 5353552 - Ewa Bem Mówię tak, myślę nie 2001 (album)
- 5354912 - Jan Kobuszewski Portret muzyczny 2001 (kompilacja)
- 5354922 - Wiesław Michnikowski Portret muzyczny: Odrobina mężczyzny 2001 (kompilacja)
- 5354942 - Bohdan Łazuka Portret muzyczny 2001 (kompilacja)
- 5356322 - Marek Grechuta Krajobraz pełen nadziei 2001 (reedycja)
- 5356332 - Marek Grechuta Wiosna – ach to ty 2001 (reedycja)
- 5356342 - Marek Grechuta W malinowym chruśniaku 2001 (reedycja)
- 5360332 - Krystyna Prońko Złota kolekcja: Subtelna gra 2001 (kompilacja)
- 5360512 - Krzysztof Klenczon Złota kolekcja: Pożegnanie z gitarą 2001 (kompilacja)
- 5360852 - Smerfne Hity 10 2001 (album)
- 5360962 - Czerwony Tulipan Złota kolekcja: Ja zwariuję 2001 (kompilacja)
- 5360972 - Formacja Nieżywych Schabuff Złota kolekcja: Klub wesołego szampana 2001 (kompilacja)
- 5360982 - Seweryn Krajewski Złota kolekcja: Pogoda na szczęście 2001 (kompilacja)
- 5361102 - T.Love Model 01 2001 (album)
- 5362372 - Czesław Niemen Spodchmurykapelusza 2001 (album)
- 5367132 - Waldemar Goszcz Waldek Goszcz 2001 (album)
- 5367452 - Magda Femme 5000 myśli 2001 (album)
- 5367642 - Piotr Fronczewski Portret muzyczny 2001 (kompilacja)
- 5370152 - Grzegorz Ciechowski Wiedźmin 2001 (ścieżka dźwiękowa)
- 5370162 - Irena Kwiatkowska Portret muzyczny 2001 (kompilacja)
- 5371262 - Ryszard Rynkowski Intymnie 2001 (album)
- 5373512 - Mamo, to ja - Wlazł kotek na płotek 2001 (składanka)
- 5374832 - Ryszard Rynkowski Intymnie 2001 (edycja specjalna - tylko na CD)
- 5377232 - Czerwone Gitary Złota kolekcja: Nie spoczniemy 2002 (kompilacja)
- 5377282 - Gustaw Lutkiewicz Portret muzyczny: Katarynka 2002 (kompilacja)
- 5377352 - Barbara Krafftówna Portret muzyczny 2002 (kompilacja)
- 5377362 - Stanisława Celińska Portret muzyczny 2002 (kompilacja)
- 5380432 - Iga Cembrzyńska Portret muzyczny: Po co udawać 2002 (kompilacja)
- 5386262 - Mieczysław Szcześniak Złota kolekcja: Kiedyś 2002 (kompilacja)
- 5388842 - Edyta Górniak Perła 2002 (2 płyty; wersja na 1 kasetę: 5388844)
- 5391612 - Blue Café Fanaberia 2002 (album)
- 5393122 - Republika Republika 2002 (2 płyty; wersja na 1 kasetę: 5393124)
- 5399452 - Łzy Jesteś jaki jesteś 2002 (album)
- 5400502 - Budka Suflera Mokre oczy 2002 (album)
- 5405702 - Krystyna Janda Portret muzyczny: Dancing 2002 (kompilacja)
- 5405712 - Piotr Machalica Portret muzyczny: Brassens i Okudżawa 2002 (kompilacja)
- 5405932 - Leszcze Ta dziewczyna 2002 (album)
- 5421592 - Fu Futurum 2002 (album)
- 5426472 - Marek i Wacek Złota kolekcja: Prząśniczka 2002 (kompilacja)
- 5426532 - Stan Borys Złota kolekcja: Idę drogą nieznaną 2002 (kompilacja)
- 5426542 - Halina Kunicka Złota kolekcja: Od nocy do nocy 2002 (kompilacja)
- 5426552 - Marek Jackowski Złota kolekcja: Oprócz błękitnego nieba 2002 (kompilacja)
- 5437362 - Przemysław Gintrowski 2 za 1 - Pamiątki / Kamienie 2002 (2 płyty)
- 5439822 - Alina Janowska Portret muzyczny: Polka kryminalna 2002 (kompilacja)
- 5439832 - Edmund Fetting Portret muzyczny: Nim wstanie dzień 2002 (kompilacja)
- 5439842 - Hanka Bielicka Portret muzyczny: Kazali mi śpiewać 2002 (kompilacja)
- 5825172 - Goya Kawałek po kawałku 2003 (album)
- 5828802 - Edyta Górniak Perła 2003 (dwupłytowa edycja specjalna)
- 5838042 - Blue Café Fanaberia 2003 (edycja specjalna)
- 5904022 - Martyna Jakubowicz Kołysz mnie 2003 (druga reedycja)
- 5906232 - Łzy Nie czekaj na jutro 2003 (album)
- 5906242 - Michał Milowicz ...teraz wiesz 2003 (album)
- 5913952 - Bajm Myśli i słowa 2003 (album)
- 5930282 - Reni Jusis Trans Misja 2003 (album)
- 5938822 - Stara baśń. Kiedy słońce było bogiem 2003 (ścieżka dźwiękowa)
- 5946682 - Anna Chodakowska Portret muzyczny: Msza wędrującego i inne 2003 (kompilacja)
- 5946722 - Artur Barciś Portret muzyczny: Zagrać siebie 2003 (kompilacja)
- 5952282 - Armia Pocałunek mongolskiego księcia 2003 (album)
- 5963882 - Przemysław Gintrowski, Jacek Kaczmarski, Zbigniew Łapiński Złota kolekcja: Pokolenie 2003 (kompilacja)
- 5968462 - Blue Café Demi-sec 2003 (album)
- 5772152 - Chylińska Winna 2004 (album)
- 5775722 - Goya Kawałek po kawałku 2004 (edycja specjalna)
- 5775972 - Krystyna Giżowska Złota kolekcja: Bądź blisko mnie 2004 (kompilacja)
- 5777372 - Edyta Górniak Złota kolekcja: Dotyk 2004 (kompilacja)
- 3477112 - Beata Kozidrak Teraz płynę 2005 (album)
- 3403252 - 2 plus 1 Złota kolekcja: Iść w stronę słońca 2006 (kompilacja)
- 3417982 - Wanda i Banda Złota kolekcja: Hi-Fi 2006 (kompilacja)
- 3355732 – Mirosław Czyżykiewicz Allez! 2005 (album)

Inne:
- Anna Mamczur, Barbara Melzer, Beata Wyrąbkiewicz Tyle miłości (album)
- Anna Mamczur, Barbara Melzer, Beata Wyrąbkiewicz Grosik 2 - Piosenki z lat 60. (album)
- Anna Mamczur, Barbara Melzer, Beata Wyrąbkiewicz Grosik 3 - Obok nas 1998 (album)
- Anna Mamczur, Barbara Melzer, Beata Wyrąbkiewicz Grosz do grosza 2001 (album)
- Hanna Banaszak Nikt tylko Ty - Echa melodii zapomnianej 2000 (album)
- Ryszard Rynkowski Jawa 1997 (album)
- Ryszard Rynkowski Kolędy 2002 (album)
- Ryszard Rynkowski Ten typ tak ma 2003 (album)
- Ryszard Rynkowski Zachwyt 2009 (album)
- Ryszard Rynkowski Ryszard Rynkowski 2011 (album)
- Ryszard Rynkowski Razem 2012 (album)
- Waldemar Goszcz Orfeusz 2001 (singiel z albumu Waldek Goszcz)
- Waldemar Goszcz Lalka 2001 (singiel z albumu Waldek Goszcz)
- Waldemar Goszcz Druga strona lustra 2001 (singiel z albumu Waldek Goszcz)